# Grandparigny
Grandparigny est une commune française située dans le département de la Manche en région Normandie, peuplée de 2 623 habitants. Elle est créée le 1er janvier 2016 par la fusion de quatre communes, sous le régime juridique des communes nouvelles. Les communes de Chèvreville, Martigny, Milly et Parigny deviennent des communes déléguées.

## Géographie

### Hydrographie
La commune est située dans le bassin Seine-Normandie. Elle est drainée par la Sélune, l'Argonce, la Douenne, la Gueuche, l'Oir, l'Yvrande, l'Argonce, un bras de la Douenne, un bras de l'Argonce, le cours d'eau 01 de la Richardais, le cours d'eau 02 de la Planchette, la Douenne, le fossé 01 de la Margeriais, le fossé 01 de la Rouffinière, le fossé 02 de Maudouet, le ruisseau d'Origny, la Serouane et un autre petit cours d'eau,.
La Sélune, d'une longueur de 85 km, prend sa source dans la commune de Saint-Cyr-du-Bailleul et se jette  dans la Sée en limite de Courtils et de Vains, après avoir traversé 15 communes. Les caractéristiques hydrologiques de la Sélune sont données par la station hydrologique située sur la commune de Mortain-Bocage. Le débit moyen mensuel est de 2,71 m3/s. Le débit moyen journalier maximum est de 28 m3/s, atteint lors de la crue du 28 décembre 1999. Le débit instantané maximal est quant à lui de 42,9 m3/s, atteint le 11 juin 1993.

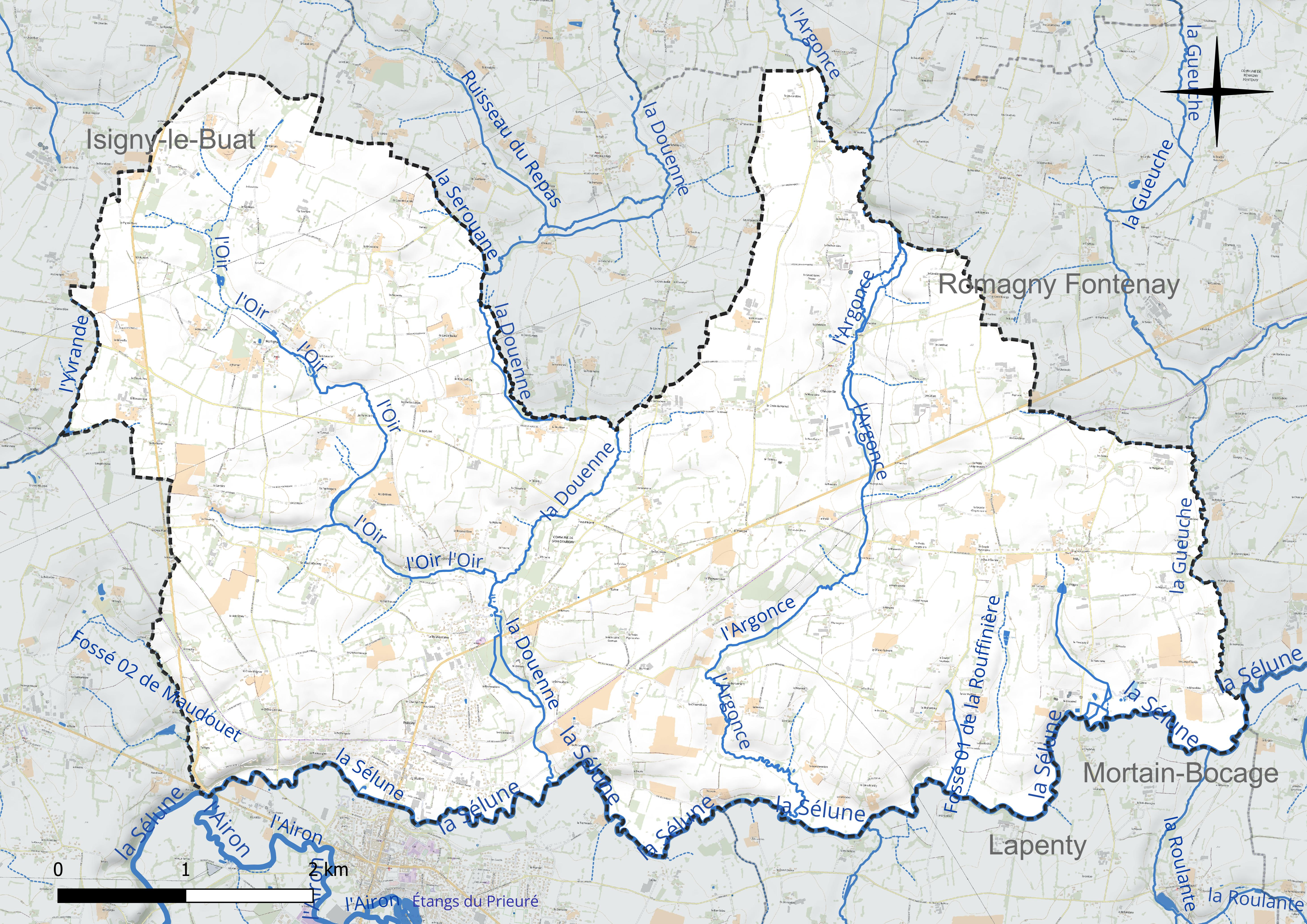
Réseau hydrographique de Grandparigny.

L'Argonce, d'une longueur de 16 km, prend sa source dans la commune de Juvigny les Vallées et se jette  dans la Sélune sur la commune, après avoir traversé trois communes. 
La Douenne, d'une longueur de 14 km, prend sa source dans la commune de Reffuveille et se jette  dans la Sélune à Saint-Hilaire-du-Harcouët, après avoir traversé cinq communes. 
La Gueuche, d'une longueur de 13 km, prend sa source dans la commune de Romagny Fontenay et se jette  dans la Sélune sur la commune, après avoir traversé trois communes. 

### Climat
Pour des articles plus généraux, voir Climat de la Normandie et Climat de la Manche.
En 2010, le climat de la commune est de type climat océanique franc, selon une étude du CNRS s'appuyant sur une série de données couvrant la période 1971-2000. En 2020, Météo-France publie une typologie des climats de la France métropolitaine dans laquelle la commune est exposée à un climat océanique et est dans la région climatique  Bretagne orientale et méridionale, Pays nantais, Vendée, caractérisée par une faible pluviométrie en été et une bonne insolation. Parallèlement le GIEC normand, un groupe régional d’experts sur le climat, différencie quant à lui, dans une étude de 2020, trois grands types de climats pour la région Normandie, nuancés à une échelle plus fine par les facteurs géographiques locaux. La commune est, selon ce zonage, exposée à un « climat contrasté des collines », correspondant au Bocage normand, bien arrosé, voire très arrosé sur les reliefs les plus exposés au flux d’ouest, et frais en raison de l’altitude.
Pour la période 1971-2000, la température annuelle moyenne est de 10,9 °C, avec une amplitude thermique annuelle de 12,8 °C. Le cumul annuel moyen de précipitations est de 901 mm, avec 13,8 jours de précipitations en janvier et 8,5 jours en juillet. Pour la période 1991-2020, la température moyenne annuelle observée sur la station météorologique la plus proche, située sur la commune de Saint-Hilaire-du-Harcouët à 2 km à vol d'oiseau, est de 11,5 °C et le cumul annuel moyen de précipitations est de 929,5 mm,. Pour l'avenir, les paramètres climatiques de la commune estimés pour 2050 selon différents scénarios d’émission de gaz à effet de serre sont consultables sur un site dédié publié par Météo-France en novembre 2022.

## Urbanisme

### Typologie
Au 1er janvier 2024, Grandparigny est catégorisée bourg rural, selon la nouvelle grille communale de densité à sept niveaux définie par l'Insee en 2022.
Elle appartient à l'unité urbaine de Saint-Hilaire-du-Harcouët, une agglomération intra-départementale regroupant deux  communes, dont elle est une commune de la banlieue,,. Par ailleurs la commune fait partie de l'aire d'attraction de Saint-Hilaire-du-Harcouët, dont elle est une commune de la couronne,. Cette aire, qui regroupe 8 communes, est catégorisée dans les aires de moins de 50 000 habitants,.

## Toponymie
Le toponyme est formé à partir de celui de l'ancienne commune de Parigny.
Voir : toponymie de Parigny.
Le préfixe Grand fait référence à la fusion des quatre communes formant la commune nouvelle de Grandparigny depuis janvier 2016. Le nom étend la dénomination de Parigny à son environnement avec le préfixe Grand pour signifier « élargi ».

## Histoire

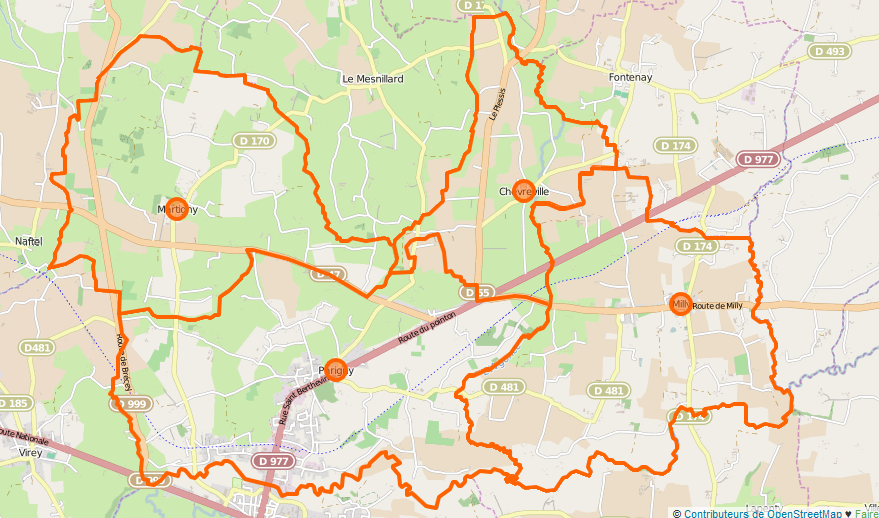
Les quatre communes déléguées.

Concluant un projet initié en février 2015, les conseils municipaux de Chèvreville, Martigny, Milly et Parigny votent le 8 septembre 2015 la fusion sous le régime juridique des communes nouvelles instauré par la loi no 2010-1563 du 16 décembre 2010 de réforme des collectivités territoriales. La commune de Grandparigny est créée le 1er janvier 2016 par un arrêté préfectoral du 28 septembre 2015. Les quatre communes deviennent des communes déléguées et Parigny est le chef-lieu de la commune nouvelle.

## Politique et administration
En attendant les élections municipales de 2020, le conseil municipal élisant le maire est composé des conseillers des quatre anciennes communes.
| Période        | Période     | Identité        | Étiquette | Qualité                                                |
| -------------- | ----------- | --------------- | --------- | ------------------------------------------------------ |
| 5 janvier 2016 | 26 mai 2020 | Gérard Loyer    | SE        | Retraité du secteur bancaire, maire délégué de Parigny |
| 26 mai 2020    | En cours    | Patrice Garnier | SE        | Commerçant retraité, maire délégué de Parigny          |

## Démographie
| Nom             | Code Insee | Intercommunalité                | Superficie (km2) | Population (dernière pop. légale) | Densité (hab./km2) |
| --------------- | ---------- | ------------------------------- | ---------------- | --------------------------------- | ------------------ |
| Parigny (siège) | 50391      | CC de Saint Hilaire du Harcouët | 11,62            | 1 792 (2021)                      | 154                |
| Chèvreville     | 50133      | CC de Saint Hilaire du Harcouët | 4,45             | 196 (2021)                        | 44                 |
| Martigny        | 50293      | CC de Saint Hilaire du Harcouët | 8,89             | 311 (2021)                        | 35                 |
| Milly           | 50329      | CC de Saint Hilaire du Harcouët | 9,65             | 330 (2021)                        | 34                 |

L'évolution du nombre d'habitants est connue à travers les recensements de la population effectués dans la commune depuis sa création.
En 2022, la commune comptait 2 623 habitants, en évolution de −2,85 % par rapport à 2016 (Manche : −0,31 %, France hors Mayotte : +2,11 %).
| 2014  | 2015  | 2016  | 2021  | 2022  |
| ----- | ----- | ----- | ----- | ----- |
| 2 725 | 2 713 | 2 700 | 2 629 | 2 623 |

## Culture locale et patrimoine

### Lieux et monuments

#### Patrimoine religieux
- Église Notre-Dame de Parigny avec un vitrail représentant saint Berthevin avec la châsse du saint.
- Église Notre-Dame de Chévreville du XVIIIe siècle.
- Église Saint-Martin de Martigny, dont le chœur date du XVIe siècle, est partiellement inscrite au titre des monuments historiques pour sa voûte en berceau[36].
- Église Saint-Pierre de Milly des XIIe et XVIe siècles, entourée du cimetière.
- Croix de chemin à Milly.

#### Patrimoine civil
- Un château de Parigny du XVe siècle avec de remarquables poivrières est situé au centre du village. Il est inscrit au titre des Monuments historiques depuis le 26 avril 1976[37].
- Château de Chévreville du XIXe.
- Château de Milly du XVIIIe/XIXe siècle.
- Château de Coquerel du XIXe siècle.

## Pour approfondir